# Altenmedingen
Altenmedingen ist eine Gemeinde am nordöstlichen Rande der Lüneburger Heide im Landkreis Uelzen, Niedersachsen. Die Gemeinde gehört zur Samtgemeinde Bevensen-Ebstorf.

## Geografie

### Lage
Das Gemeindegebiet liegt im Norden des Landkreises Uelzen östlich von Bienenbüttel und nördlich von Bad Bevensen. Westlich des Ortes tangiert der Elbe-Seiten-Kanal die Gemeinde.

### Gemeindegliederung
Die Gemeinde Altenmedingen besteht aus Altenmedingen und den Ortschaften Aljarn, Bohndorf, Bostelwiebeck, Eddelstorf, Haaßel, Reisenmoor, Secklendorf und Vorwerk. Auf dem Gemeindegebiet liegt noch der Wohnplatz Bavendorf Bahnhof.

## Geschichte
Von 1162 stammt die erste urkundliche Bezeichnung und Erwähnung des Dorfes Altenmedingen. Heinrich der Löwe verlieh damals dem Propst und dem Domkapitel von Ratzeburg 27 Mark vom Zoll der Stadt Lübeck. Als Zeugen haben diese Urkunde 24 Kirchenfürsten und Nobile (Adelige), 24 Ministeriale und darunter an 13. Stelle Otto von Medinghe unterschrieben.
Dass schon sehr früh eine Kirche in Altenmedingen bestanden hat, bezeugt eine Urkunde aus dem Jahr 1200. Es handelt sich um eine Verkaufsakte zwischen  Ritter Otto II. von Meding, mit Zustimmung seiner Frau, seiner Brüder und Söhne, und der Kirche in dem Dorfe Bodendorp zu dem Preis von 10 Hamburgischer Denare. In dieser Zeit beginnt die wirkliche Geschichte der Dörfer der Gegend, die eng mit der Familie von Meding verbunden ist. Lyßmann, der 1713 bis 1721 Pastor in Altenmedingen gewesen ist, hat in seiner „Historischen Nachricht des Klosters Meding“ dessen Entstehung beschrieben:
Der Laienbruder Johannes aus einem ungenannten Zisterzienserkloster machte sich mit den vier Nonnen Clementa, Floria, Anthonia und Zacharia auf den Weg, um, einem göttlichen Befehl folgend, irgendwo ein neues Kloster zu gründen. Die wechselvolle Geschichte führte sie über Redekestorp nach Plate, wo Johannes starb. Durch Vermittlung des Abtes von Rastede gelangten sie nach Bohndorf (1237), wo sie ihren ersten Propst Helmeke wählten und von den Rittern zu Meding unterstützt wurden.
Als Helmeke am 10. Dezember 1240 auf dem Wege von Medingen nach Bohndorf durch Wenden getötet wurde, machten die Ritter von Medingen als Gerichtsherren die Mörder mit allen ihren Nachkommen zu Leibeigenen des Klosters.
Nach dem Tod des Johannes unterstützte die Frau des Herrn Gebhardi jun. von Meding die vier Nonnen und bedrängte ihren Mann, der dem Kloster vorerst den Zehnten von Eddelstorf überließ. 1241 schenkte er ihnen nebst einer beträchtlichen Summe Geldes auch eine wüste Hofstätte in Altenmedingen nebst allen dazugehörenden liegenden Gütern.
Der Wohlstand des Klosters wuchs durch Schenkungen und Käufe. Erwähnt wurden die Dörfer der Gegend erstmals in Schenkungsurkunden, die den Dorfzehnten oder das Besitzrecht betreffen. Der Ritterstand hatte seine Blütezeit damals erreicht und der Adel gab häufig Besitzrechte an Klöster ab. 
Als einer der bekanntesten Altenmedinger gilt der 1728 im Ort geborene und spätere Hamburger Professor Johann Georg Büsch, der sich u. a. 1788 um die Armenversorgung verdient machte.

### Windmühlenberg
Der Raum Altenmedingen/Eddelstorf und seine Umgebung liegen abseits der großen Nord-Süd-Verbindungslinien, sie sind aber seit urgeschichtlichen Zeiten ein bevorzugter Siedlungsplatz gewesen. Auf dem Windmühlenberg in Altenmedingen hat sich ein Teil der älteren Siedlungsgeschichte erhalten. Lange Zeit war es für die Kinder ein Zeitvertreib, zum Windmühlenberg zu gehen und sich dort Vasen und Schädel auszugraben, um sie dann zu zerschlagen.

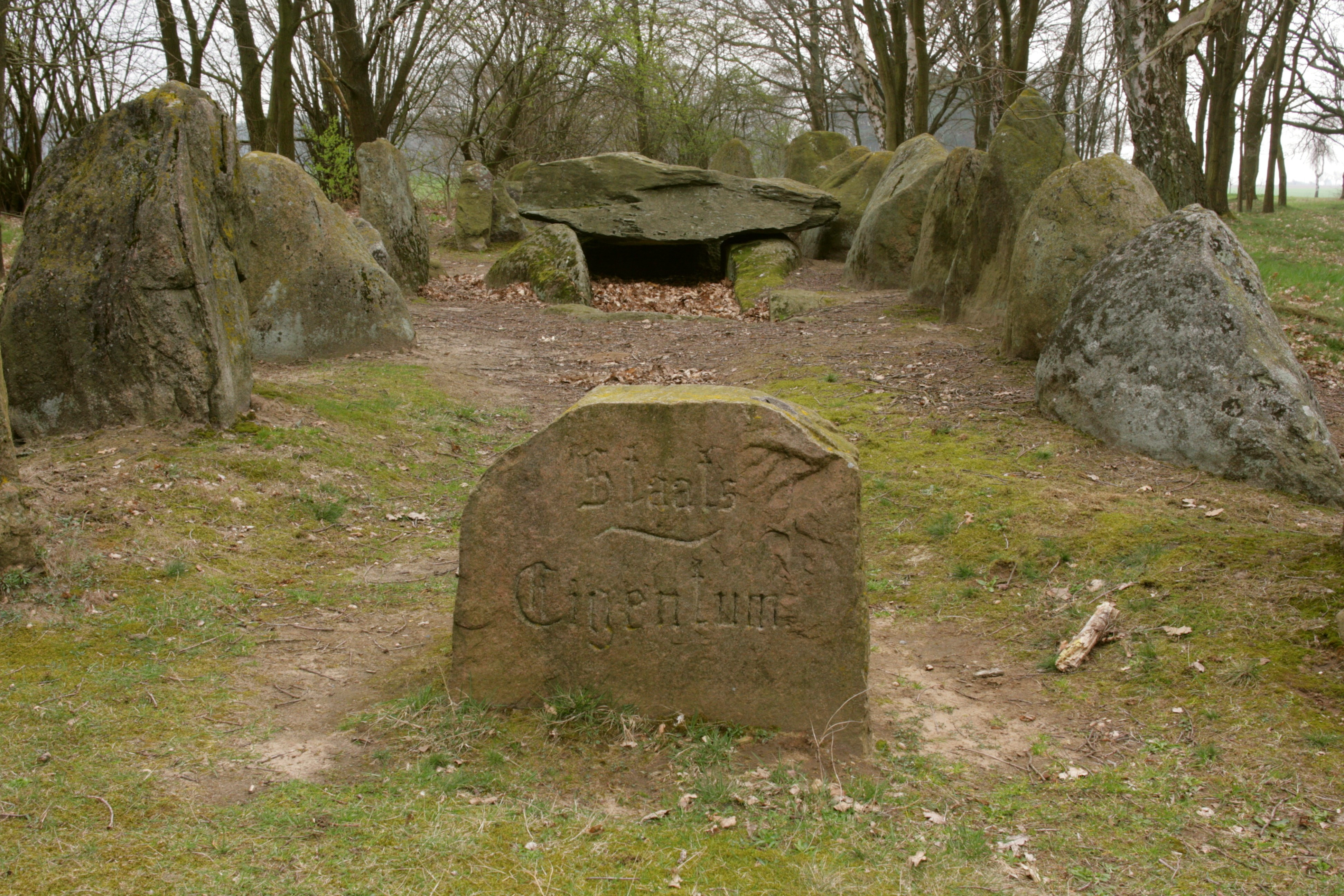
Königsgräber von Haaßel

Die ältesten Funde dieses Raumes stammen aus dem Neolithikum (Jungsteinzeit) von 3500 v. Chr. Allgemein bekannt sind aus dieser Zeit die „Königsgräber“ bei Haaßel. Es ist der Rest einer megalithischen Nekropole, die sich einst von Haaßel über Niendorf I bis Secklendorf hinzog.
Es sind Großsteingräber mit Grabkammern, die von einer Steinsetzung eingeschlossen sind. Die Steine der Umgrenzung sind Findlinge mit einer glatten Seite, wohl Gletscherschliff. Der etwa einen Meter über dem Niveau der Umgebung liegende Innenraum war mit Erde gefüllt. Daher stammt der Name Hünenbetten.
Aus der gleichen Zeit sind die Altenmedinger Kleingräber des Windmühlenberges erhalten, die kaum die Länge einer Bestattung haben und mit gespaltenen Steinen eingefasst sind. Die Datierung dieser Gräber für die Steinzeit war deshalb möglich, weil Beigabengefäße und sonstigen Keramikreste dies belegten. Dabei ergab sich, dass auf dem Windmühlenberg zwei verschiedene Gruppen parallel oder nacheinander ihre Toten bestattet haben und unweit siedelten. Dabei handelte es sich um Tiefstichkeramiker und Schnurkeramiker.
Da Gefäßreste von beiden Gruppen auf demselben Bestattungsplatz gefunden worden sind, kannangenommen werden, dass beide Gruppen hier nebeneinander gelebt haben.
Aus der anschließenden Bronzezeit stammen noch einige Hügelgräber in der Feldmark (zum Beispiel Reisenmoor). Einige steinerne Speerspitzen und ein kleines Steinbeil, die noch in der Bronzezeit gebräuchlich waren, sind in der südlichen Feldmark Altenmedingen gefunden worden.
Über den Eddelstorfer Dorfbereich zieht sich eine Siedlungsschicht, die Reste aus der Zeit von 500 bis 600 v. Chr. enthält und eine kontinuierliche Besiedlung bestätigt. Besonders stark ist die Ripdorfzeit, 300 bis 150 v. Chr., vertreten. Aus dieser Zeit sind umfangreiche Keramikfunde vorhanden.
Spätestens um 600 nach Christus wurde der Windmühlenberg in Altenmedingen wohl als Siedlungsplatz aufgegeben und vermutlich wurde das Dorf Altenmedingen an seiner jetzigen Stelle errichtet. Die ältesten Gräber werden nach ihren Broschen in die Merowingerzeit ab 650 n. Chr. datiert. Alle Gräber sind West-Ost-Gräber, was als Ausdruck einer christlichen Grundhaltung angesehen werden kann.

### Eingemeindungen
Am 1. Juli 1972 wurden die Gemeinden Aljarn, Bohndorf, Bostelwiebeck, Eddelstorf, Secklendorf und Vorwerk eingegliedert.

### Einwohnerentwicklung
- 1961: 1821 Einwohner (ohne die späteren Eingemeindungen 692 Einwohner)[2]
- 1970: 1609 Einwohner (ohne die späteren Eingemeindungen 648 Einwohner)[2]
- 2002: 1634 Einwohner
- 2003: 1630 Einwohner
- 2005: 1573 Einwohner
- 2011: 1541 Einwohner
- 2017: 1489 Einwohner

### Ortsname
Frühere Ortsnamen von Altenmedingen waren in den Jahren 1162 Altenmedingen und 1162 Medinge. Der Name entstand 1336 durch Umbenennung des dort befindlichen Dorfes Zellensen. Bei der Gründung des Klosters in Zellensen an der Ilmenau wurde dieser Ort nach der Familie Medingen genannt. Am ehesten aus dem mittelniederdeutschen "mede, mäde, mädland" für "Wiese", mit "ing" gebildet. Der Name steht daher wohl für "Wiesenort".

## Politik

### Gemeinderat
Der Rat der Gemeinde Altenmedingen setzt sich aus elf Ratsfrauen und Ratsherren zusammen.
- SPD: 1
- Grüne: 2
- JA: 4
- FWG: 2
- CDU: 2

| Wahljahr | JA                                                                      | CDU        | Grüne      | FWG        | SPD        | FDP        | WG KEINE A39 | Gesamt   |
| 2021     | 4 (33,0 %)                                                              | 2 (19,9 %) | 2 (17,3 %) | 2 (21,5 %) | 1 (7,2 %)  | -          | -            | 11 Sitze |
| 2016     | -                                                                       | 4 (40,6 %) | 1 (8,0 %)  | 2 (15,4 %) | 2 (16,0 %) | 1 (12,4 %) | 1 (7,6 %)    | 11 Sitze |
|          | ___________________________ JA: Junges Altenmedingen Bürgergemeinschaft |            |            |            |            |            |              |          |

Letzte Kommunalwahl am 12. September 2021

### Bürgermeister/Verwaltung
Bürgermeister ist Léonard Hyfing (JA/FDP). Die Gemeindeverwaltung befindet sich in der Hauptstraße 1 A, 29575 Altenmedingen.

## Bau- und Bodendenkmäler

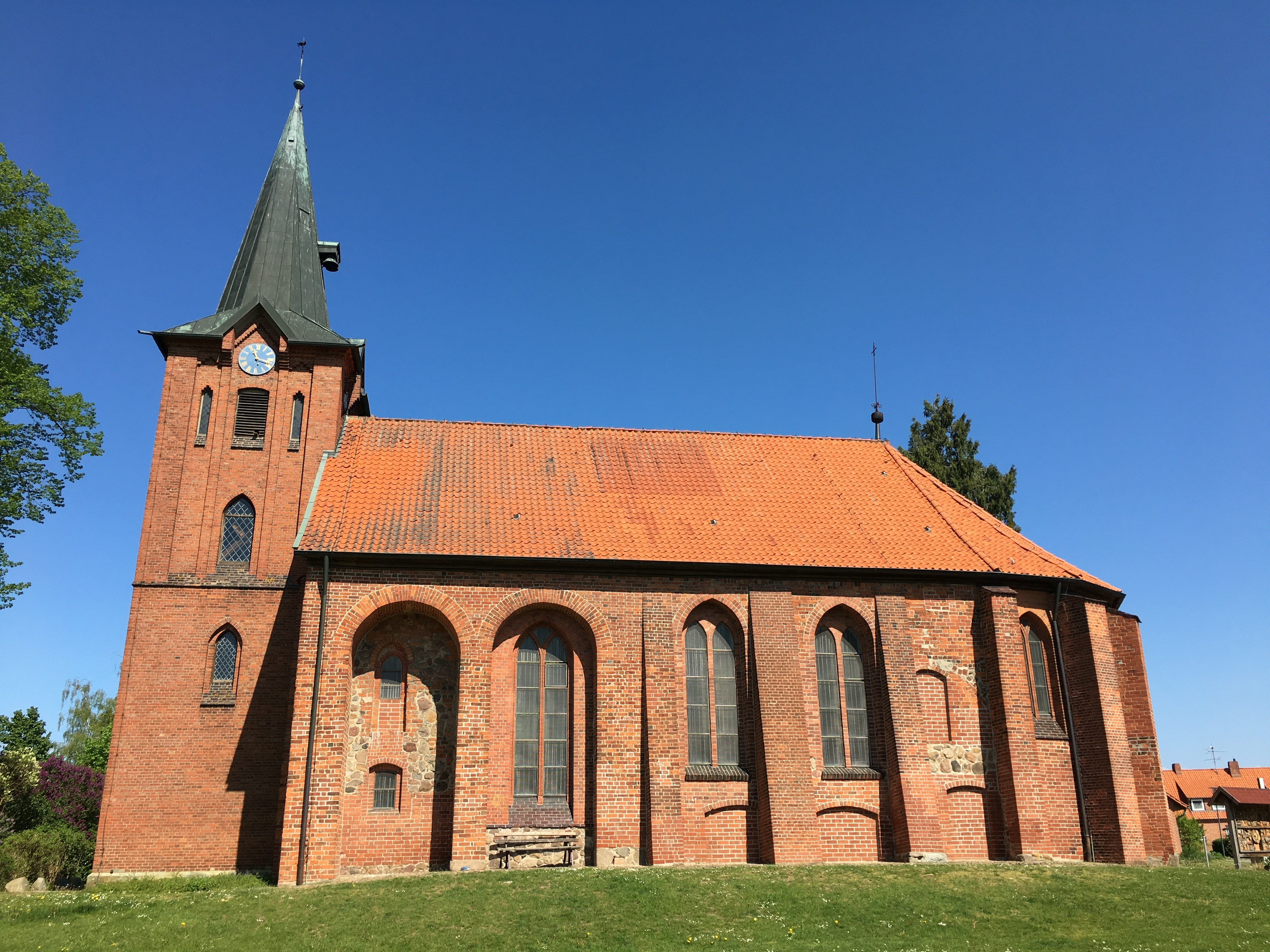
St.-Mauritius-Kirche in Altenmedingen

- Die Baugeschichte der St.-Mauritius-Kirche in Altenmedingen geht bis auf das 12. Jahrhundert zurück. Der Chorraum der heutigen Backsteinkirche stammt aus dem 14. Jahrhundert. 1869 erhielt die Kirche einen neuromanischen Westturm. Sie enthält das bemerkenswerte Altenmedinger Altarretabel.

## Persönlichkeiten
- Johann Georg Büsch (1728–1800), Pädagoge und Publizist, geboren in Altenmedingen
- Christian von Seebach (1793–1865), Forstmann, geboren in Reisenmoor
- Wilhelm Seedorf (1881–1984), Agrarökonom, geboren in Bostelwiebeck